# یوشیبایاما جونوسوکه
یوشیبایاما جونوسوکه (به ژاپنی: 吉葉山 潤之輔) کُشتی‌گیر سوموی اهل هوکایدو در کشور ژاپن است که چهل‌وسومین کشتی‌گیر دارای رتبهٔ یوکوزونا محسوب می‌شود. وی در سال ۱۹۵۴ میلادی به این مرتبه ارتقا یافت و در سال ۱۹۵۸ میلادی بازنشست شد. یوشیبایاما جونوسوکه توانست ۱ بار قهرمان (یوشو) مسابقات سومو شود.